# 秋止符
「秋止符」（しゅうしふ）は、アリスの楽曲で17枚目のシングル。1979年12月20日に東芝EMIから16枚目「美しき絆〜Hand in Hand〜」と同日発売された。

## 解説
正しい題字は当て字の「秋止符」で、「終止符」は誤りである。
元々は1979年6月5日発売のアルバム『ALICE VII』の収録曲であり、アルバム曲として評判がよかったことなどからシングルとしてリカットされた。
オリコンチャートでは最高位4位を記録した。
アリスが発売時点で既に翌年にポリスターへレコード会社移籍を決めていたこともあり、プロモーションは無かったが、50万枚を売り上げた。
同時期に放送されたTBSテレビのドラマ『3年B組金八先生』第1シリーズの中で「十五歳の母」がタイトルに付加される回で度々BGMに使用された。
2020年10月28日にMEG-CDで再発された。

## 収録曲
全曲作詞：谷村新司／編曲：石川鷹彦

### A面
1. 秋止符 [4:10]
  - 作曲：堀内孝雄

### B面
1. ゴールは見えない [3:19]
  - 作曲：矢沢透

## 横山みゆきによるカバー
アリスのアルバム『ALICE VII』の収録曲を、1979年9月21日に横山みゆきがデビューシングル曲としてカバー。なお、シングルとしてはアリスより先行してのリリースとなっている。

### 収録曲

#### A面
1. 秋止符（4分24秒）
  - 作詞：谷村新司、作曲：堀内孝雄、編曲：若草恵

#### B面
1. 少女の海（3分28秒）
  - 作詞・作曲：深野義和、編曲：野村豊

## カバー
- 1981年、研ナオコがシングル『ボサノバ』のB面曲としてカバー。
- 1983年、高田みづえが自身のカバーアルバム『あの日にかえりたい』にてカバー。
- 1991年、麻生詩織のアルバム『帰りたくない夜』に収録。
- 1992年、細江真由子（現・みずき舞）が2枚目のシングル曲としてカバー。
- 2001年、シャ乱Qのキーボーディスト・たいせーがプロデュースしたアルバム『FOLK SONGS』で、市井紗耶香・中澤裕子・堀内孝雄の3人でカバーしている。
- 2009年、荻野目洋子が自身のカバーアルバム『Song&Voice』にてカバー。
- 2016年、柏原芳恵が自身のカバーアルバム『アンコール3』にてカバー。

他にも、過去のコンサートにて岩崎宏美、松浦亜弥が谷村新司とのコラボレーションで当曲をカバーしている。